# Schollach (Eisenbach)
Schollach ist eine ehemals selbstständige Gemeinde im Landkreis Breisgau-Hochschwarzwald, die 1975 zu einem Ortsteil von Eisenbach (Hochschwarzwald) wurde. Im Gebiet der ehemaligen Gemeinde ist eine Ortschaft im Sinne der baden-württembergischen Gemeindeordnung mit eigenem Ortschaftsrat und Ortsvorsteher als dessen Vorsitzender eingerichtet.

## Geschichte
Der Ort Schollach wurde im 13. Jahrhundert vom Kloster Friedenweiler aus besiedelt und am 3. Juli 1280 urkundlich erstmals erwähnt. Der damalige Namen Schala bedeutete in etwa unreine Aach. Der 1316 erwähnte, klösterliche Meierhof dürfte sich in der Nähe der heutigen Kirche befunden haben. 1385 war der Ort im Besitz der Herren von Hornberg und Herren von Blumenegg, da er von den Fürstenberg verpfändet worden war. Der ab 1400 einsetzende Rückgang der Bevölkerung führte dazu, dass von 40 Häusern lediglich 25 Hofstellen im Ort verblieben. Im Jahr 1473 wurde erstmals eine eigene Kirche erwähnt. Am 15. März 1515 weihte der Konstanzer Bischof die Kapelle zu Ehren des Heiligen Wolfgang. Vor 1550 erreichten die Gruben des Eisenbacher Bergwerks die Einmündung Schollachs, bevor es am 17. September 1604 von Graf Friedrich an den Villinger Bürger Michael Schwert verliehen wurde.
Nachdem ab ca. 1700 die Uhrenherstellung in Schollach begonnen hatte, beschäftigte sich Simon Dilger (1672–1750) mit der Anfertigung und Weiterentwicklung hölzerner Uhren und machte den Ort damit zur Heimat der mechanischen Uhr.
Nach der Säkularisation des Klosters Friedenweiler endete dessen Grundherrschaft. Friedenweiler fiel zusammen mit der Schollacher Grundherrschaft an das Haus Fürstenberg, welches wiederum 1806 im Großherzogtum Baden aufging.

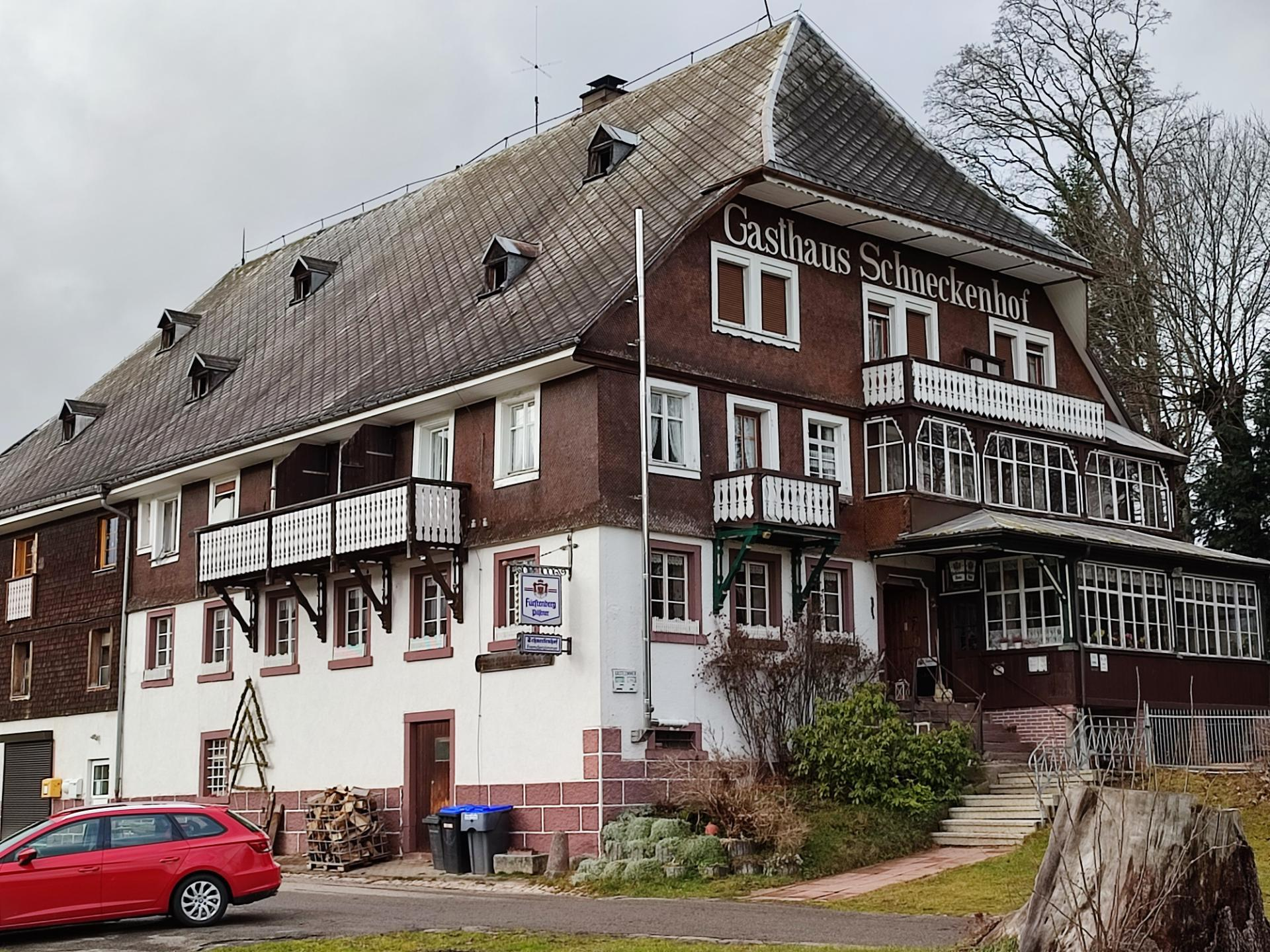
Der Schneckenhof im Jahr 2022

1867 wurde der Bergbau im Ort eingestellt. Nachdem 1894 bei Familie Akziser der erste Fernsprecher Mittelschollachs installiert worden war, wurde 1908 in Schollach der erste Skilift der Welt errichtet. Er wurde vom Gastwirt des Schneckenhof, Robert Winterhalder, gegenüber seinem Hof (47° 58′ 33,9″ N, 8° 13′ 34,4″ O) in Betrieb genommen, mit Wasserkraft betrieben und überwand auf einer Strecke von 280 m einen Höhenunterschied von 32 m. Während des Ersten Weltkriegs wurde die Anlage wieder abgebaut.
Im Zweiten Weltkrieg wurden in Schollach auf Anordnung des NSDAP-Kreisleiters Benedikt Kuner am 21. Juli 1944 fünf amerikanische Flieger nach einem Fallschirmabsprung erschossen.
Am 1. Januar 1975 wurde Schollach in die Gemeinde Eisenbach eingegliedert. Diese erhielt am selben Tag den Namenszusatz (Hochschwarzwald).
Am 19. Juli 2005 wurde Schollach das Prädikat Luftkurort verliehen.

## Söhne und Töchter der Stadt
- Engelbert Kleiser (1842–1931), katholischer Priester
- Johannes Baptist Kleiser (1845–1919), katholischer Priester, Mitbegründer der Ordensgemeinschaft der Kanisiusschwestern
- Robert Winterhalder (1866–1932), Landwirt und Erfinder des Skilifts
- Guido Andris (1879–1974), katholischer Priester